# NGC 800
NGC 800 är en spiralgalax i stjärnbilden Valfisken. Den upptäcktes av den amerikanska astronomen Lewis A. Swift år 1885.

### Fotnoter
1. 1 2 3  ”The calm before the storm”. ESO Picture of the Week. http://www.eso.org/public/images/potw1332a/. Läst 13 augusti 2013.
2. 1 2 3  ”Search Results for NGC 800”. Astronomical Database. SIMBAD. http://simbad.u-strasbg.fr/simbad/sim-id?Ident=NGC+800.
3. ↑  ”NED results for object NGC 0800*”. Extragalactic Database. NED. http://ned.ipac.caltech.edu/cgi-bin/nph-objsearch?objname=NGC+800. Läst 13 augusti 2013.